# Luis Paulo Supi
Luis Paulo Supi (ur. 10 października 1996 w Catanduvie) – brazylijski szachista, arcymistrz od 2018 roku.

## Kariera szachowa
W 2016 roku zdobył mistrzostwo panamerykańskie juniorów. Reprezentował Brazylię na olimpiadzie szachowej w 2018 roku. 4 listopada 2020 roku został mistrzem Brazylii.
Najwyższy ranking w dotychczasowej karierze osiągnął 1 września 2022 roku, z wynikiem 2612 punktów.